# Віттемор (Мічиган)
Віттемор (англ. Whittemore) — місто (англ. city) в США, в окрузі Айоско штату Мічиган. Населення — 414 особи (2020).

## Географія
Віттемор розташований за координатами 44°14′1″ пн. ш. 83°48′12″ зх. д. / 44.23361° пн. ш. 83.80333° зх. д. (44.233685, -83.803207).  За даними Бюро перепису населення США в 2010 році місто мало площу 2,55 км², уся площа — суходіл.

## Демографія
Згідно з переписом 2010 року, у місті мешкали 384 особи в 183 домогосподарствах у складі 96 родин. Густота населення становила 151 особа/км².  Було 226 помешкань (89/км²).
Расовий склад населення:
| - 94,8 % — білих - 1,3 % — чорних або афроамериканців - 0,5 % — корінних американців - 1,3 % — осіб інших рас |

До двох чи більше рас належало 2,1 %. Частка іспаномовних становила 3,1 % від усіх жителів.
За віковим діапазоном населення розподілялося таким чином: 19,0 % — особи молодші 18 років, 62,0 % — особи у віці 18—64 років, 19,0 % — особи у віці 65 років та старші. Медіана віку мешканця становила 47,0 року. На 100 осіб жіночої статі у місті припадало 82,9 чоловіків;  на 100 жінок у віці від 18 років та старших — 90,8 чоловіків також старших 18 років.
Середній дохід на одне домашнє господарство  становив 34 463 долари США (медіана — 27 885), а середній дохід на одну сім'ю — 41 807 доларів (медіана — 31 458). Медіана доходів становила 22 917 доларів для чоловіків та 25 250 доларів для жінок. За межею бідності перебувало 36,6 % осіб, у тому числі 66,3 % дітей у віці до 18 років та 18,1 % осіб у віці 65 років та старших.
Цивільне працевлаштоване населення становило 147 осіб. Основні галузі зайнятості: роздрібна торгівля — 19,0 %, освіта, охорона здоров'я та соціальна допомога — 19,0 %, виробництво — 11,6 %, мистецтво, розваги та відпочинок — 10,9 %.